# Julian Cash
Julian Cash (* 29. srpna 1996 Brighton) je britský profesionální tenista, deblový specialista. Na grandslamu triumfoval s Lloydem Glasspoolem ve čtyřhře Wimbledonu 2025. Ve své dosavadní kariéře na okruhu ATP Tour vyhrál devět deblových turnajů. Na challengerech ATP a okruhu ITF získal třicet dva titulů ve čtyřhře.
Na žebříčku ATP byl ve dvouhře nejvýše klasifikován v srpnu 2022 na 786. místě a ve čtyřhře v srpnu 2025 na 2. místě.

## Tenisová kariéra
Na okruhu ATP Tour debutoval červnovým Rothesay International 2022 v Eastbourne, kde s krajanem Henry Pattenem obdrželi divokou kartu do čtyřhry. Na úvod však podlehli kazachstánsko-pákistánské dvojici Oleksandr Nedověsov a Ajsám Kúreší. O týden později se premiérově představili na grandslamu, opět po udělení divoké karty ve čtyřhře Wimbledonu 2022. Časnou porážku jim přivodili třináctí nasazení, Mexičan Santiago González s Argentincem Andrésem Moltenim. Deseti challengerovými tituly ze čtyřhry překonal s Pattenem v roce 2022 rekord nejvyššího počtu trofejí v jedné sezóně, který drželi thajská dvojčata Sančaj a Sončat Rativatanovi z roku 2012.
Na druhém odehraném turnaji v rámci túry ATP postoupil s Pattenem do prvního deblového čtvrtfinále i semifinále, v němž je na Tata Open Maharashtra 2023 přehráli Indové Sriram Baladži s Džívanem Nedunčežijanem. Maximum vylepšili první finálovou účasti na antukovém U.S. Men's Clay Court Championships 2023 v Houstonu. V závěrečném klání je však zastavili Australané Max Purcell s Jordanem Thompsonem. I další dvě finále čtyřhry v sezóně 2023 prohrál. Nejdříve na Stockholm Open nestačil s Indem Jukim Bhambrim na kazachstánsko-ukrajinský pár Andrej Golubjev a Denys Molčanov, když v úvodní sadě neproměnili jeden setbol. Poté s Chorvatem Nikolou Mektićem nezvládli závěrečný souboj na Sofia Open proti Ekvádorci Gonzalu Escobarovi a Kazachstánci Oleksandru Nedověsovi.
Na letním Atlanta Open 2023 navázal spolupráci s Američanem Robertem Gallowayem, která v sezóně 2024 přerostla ve stabilní partnerství. První kariérní tituly na túře ATP společně vybojovali na únorovém Delray Beach Open 2024 a travnaté wimbledonské přípravě, Mallorca Championships 2024. Ve finále delraybeachské události zdolali mexicko-britské turnajové jedničky Santiaga Gonzáleze s Nealem Skupskim. V závěrečném klání mallorského turnaje si pak poradili s ekvádorsko-chilskou dvojici Diego Hidalgo a Alejandro Tabilo. V duelu odvrátili všech pět brejkbolů. V následném vydání deblového žebříčku ATP z konce června 2024 se posunul na nové kariérní maximum, 39. příčku.
S krajanem Lloydem Glasspoolem ovládli letní travnatou sezónu 2025. Z osmnácti utkání čtyřhry odešli pouze jednou poraženi, když si zahráli finále na čtyřech turnajích v řadě. Přemožitele našli jen v souboji o titul na Libéma Open v 's-Hertogenboschi, kde je zdolali Australané Matthew Ebden s Jordanem Thompsonem. Poté triumfovali na HSBC Championships v londýnském Queen's Clubu i na Eastbourne Open. Ve Wimbledonu startovali jako pátí nasazení. Do čtvrtfinále postoupili bez ztráty setu. V něm odvrátili tři mečboly druhé světové dvojici a obhájcům Heliövaarovi s Pattenem. Ani v semifinále je nezastavili turnajové šestky Marcel Granollers s Horaciem Zeballosem a ve finále vyhráli nad
náhradníky Rinkym Hijikatou s Davidem Pelem ve dvou setech. Vybojovali tak první kariérní grandslamy a šestou společnou trofej. Wimbledonskou mužskou čtyřhru ovládli jako první ryze britská dvojice v otevřené éře, když posledními britskými šampiony byli Pat Hughes s Raymondem Tuckeyem v roce 1936. Historicky představovali třináctý vítězný pár Britů ve Wimbledonu a patnáctý na grandslamu. V rámci otevřené éry byli teprve druhou britskou dvojicí ve finále mužského majoru, po Salisburym se Skupskim na předcházejícím French Open 2025.
Šestou sezónní tofej si s Glasspoolem odvezli z torontského National Bank Open 2025 poté, co ve finále proti Salisburymu a Skupskému odvrátili čtyři mečboly. Jako vůbec první britský pár ovládli turnaj série Masters, kategorie hrané od roku 1990. Jejich 22zápasová neporazitelnost skončila v semifinále Cincinnati Open 2025, po porážce od Nikoly Mektiće s Rajeevem Ramem. Po skončení se, 18. srpna 2025, poprvé stal světovou dvojkou ve čtyřhře a partner jedničkou.

## Finále na Grand Slamu

### Mužská čtyřhra: 1 (1–0)
| Stav  | rok  | turnaj    | povrch | spoluhráč       | soupeři ve finále        | výsledek      |
| ----- | ---- | --------- | ------ | --------------- | ------------------------ | ------------- |
| Vítěz | 2025 | Wimbledon | tráva  | Lloyd Glasspool | Rinky Hijikata David Pel | 6–2, 7–6(7–3) |

## Finále na okruhu ATP Tour

### Čtyřhra: 17 (9–8)
| Legenda                     |
| --------------------------- |
| Grand Slam (1–0)            |
| Turnaj mistrů (0)           |
| ATP Tour Masters 1000 (1–2) |
| ATP Tour 500 (3–0)          |
| ATP Tour 250 (4–6)          |

| Stav      | č. | datum         | turnaj                                   | kategorie  | povrch    | spoluhráč       | soupeři ve finále                   | výsledek               |
| --------- | -- | ------------- | ---------------------------------------- | ---------- | --------- | --------------- | ----------------------------------- | ---------------------- |
| Finalista | 1. | duben 2023    | Houston, Spojené státy                   | ATP 250    | antuka    | Henry Patten    | Max Purcell Jordan Thompson         | 6–4, 4–6, [5–10]       |
| Finalista | 2. | říjen 2023    | Stockholm, Švédsko                       | ATP 250    | tvrdý (h) | Juki Bhambri    | Andrej Golubjev Denys Molčanov      | 6–7(8–10), 2–6         |
| Finalista | 3. | listopad 2023 | Sofie, Bulharsko                         | ATP 250    | tvrdý (h) | Nikola Mektić   | Gonzalo Escobar Oleksandr Nedověsov | 3–6, 6–3, [11–13]      |
| Vítěz     | 1. | únor 2024     | Delray Beach, Spojené státy              | ATP 250    | tvrdý     | Robert Galloway | Santiago González Neal Skupski      | 5–7, 7–5, [10–2]       |
| Finalista | 4. | červen 2024   | Stuttgart, Německo                       | ATP 250    | tráva     | Robert Galloway | Rafael Matos Marcelo Melo           | 6–3, 3–6, [8–10]       |
| Vítěz     | 2. | červen 2024   | Mallorca, Španělsko                      | ATP 250    | tráva     | Robert Galloway | Diego Hidalgo Alejandro Tabilo      | 6–4, 6–4               |
| Finalista | 5. | srpen 2024    | Winston-Salem, Spojené státy             | ATP 250    | tvrdý     | Robert Galloway | Nathaniel Lammons Jackson Withrow   | 4–6, 3–6               |
| Vítěz     | 3. | říjen 2024    | Tokio, Japonsko                          | ATP 500    | tvrdý     | Lloyd Glasspool | Robert Galloway Ariel Behar         | 6–4, 4–6, [12–10]      |
| Vítěz     | 4. | leden 2025    | Brisbane, Austrálie                      | ATP 250    | tvrdý     | Lloyd Glasspool | Jiří Lehečka Jakub Menšík           | 6–3, 6–7(2–7), [10–6]  |
| Vítěz     | 5. | únor 2025     | Dauhá, Katar                             | ATP 500    | tvrdý     | Lloyd Glasspool | Joe Salisbury Neal Skupski          | 6–3, 6–2               |
| Finalista | 6. | březen 2025   | Miami, Spojené státy                     | ATP 1000   | tvrdý     | Lloyd Glasspool | Marcelo Arévalo Mate Pavić          | 6–7(3–7), 3–6          |
| Finalista | 7. | duben 2025    | Monte-Carlo, Monako                      | ATP 1000   | antuka    | Lloyd Glasspool | Romain Arneodo Manuel Guinard       | 6–1, 6–7(8–10), [8–10] |
| Finalista | 8. | červen 2025   | 's-Hertogenbosch, Nizozemsko             | ATP 250    | tráva     | Lloyd Glasspool | Matthew Ebden Jordan Thompson       | 4–6, 6–3, [7–10]       |
| Vítěz     | 6. | červen 2025   | Queen's Club, Londýn, Spojené království | ATP 500    | tráva     | Lloyd Glasspool | Nikola Mektić Michael Venus         | 6–3, 6–7(5–7), [10–6]  |
| Vítěz     | 7. | červen 2025   | Eastbourne, Spojené království           | ATP 250    | tráva     | Lloyd Glasspool | Ariel Behar Joran Vliegen           | 6–4, 7–6(7–5)          |
| Vítěz     | 8. | červenec 2025 | Wimbledon, Londýn, Spojené království    | Grand Slam | tráva     | Lloyd Glasspool | Rinky Hijikata David Pel            | 6–2, 7–6(7–3)          |
| Vítěz     | 9. | srpen 2025    | Toronto, Kanada                          | ATP 1000   | tvrdý     | Lloyd Glasspool | Joe Salisbury Neal Skupski          | 6–3, 6–7(5–7), [13–11] |

## Tituly na challengerech ATP a okruhu ITF

### Čtyřhra (32 titulů)
| Legenda          |
| ---------------- |
| Challengery (18) |
| ITF (14)         |

| Č.  | datum         | turnaj                           | okruh      | povrch     | spoluhráč           | poražení finalisté                         | výsledek               |
| --- | ------------- | -------------------------------- | ---------- | ---------- | ------------------- | ------------------------------------------ | ---------------------- |
| 1.  | leden 2019    | Monastir, Tunisko                | World Tour | tvrdý      | Anis Ghorbel        | Valentin Guenther Philipp Schroll          | 7–5, 6–4               |
| 2.  | duben 2019    | Cancún, Mexiko                   | World Tour | tvrdý      | George Goldhoff     | Julian Bradley Austin Rapp                 | 6–3, 6–7(8–10), [10–6] |
| 3.  | říjen 2019    | Šarm aš-Šajch, Egypt             | World Tour | tvrdý      | Jan Zieliński       | Piotr Matuszewski Daniel Michalski         | 7–6(7–2), 7–6(7–3)     |
| 4.  | květen 2021   | Heráklion, Řecko                 | World Tour | tvrdý      | Reese Stalder       | Billy Harris George Houghton               | 6–7(6–8), 6–0, [10–8]  |
| 5.  | červen 2021   | Monastir, Tunisko                | World Tour | tvrdý      | Mark Whitehouse     | Ajeet Rai Benjamin Winter López            | 7–6(7–1), 6–3          |
| 6.  | říjen 2021    | Dauhá, Katar                     | World Tour | tvrdý      | Christian Sigsgaard | Saketh Myneni Patrik Niklas-Salminen       | 6–4, 6–4               |
| 7.  | říjen 2021    | Dauhá, Katar                     | World Tour | tvrdý      | Christian Sigsgaard | Chan-wen Li Bejbit Žukajev                 | 6–3, 6–3               |
| 8.  | leden 2022    | Loughborough, Spojené království | World Tour | tvrdý      | Lucas Gerch         | Anton Matusevich Joshua Paris              | 6–4, 6–3               |
| 9.  | březen 2022   | Bengalúr, Indie                  | World Tour | tvrdý      | Ardžun Kadhe        | Sasikumar Mukund Višnu Vardhan             | 7–6(7–5), 3–6, [10–7]  |
| 10. | duben 2022    | Nottingham, Spojené království   | World Tour | tvrdý      | Henry Patten        | Anirudh Čandrasekar Vidžaj Sundar Prašanth | 6–1, 6–4               |
| 11. | květen 2022   | Nottingham, Spojené království   | World Tour | tvrdý      | Henry Patten        | Charles Broom Jan Choinski                 | 7–6(7–5), 6–2          |
| 12. | květen 2022   | Nottingham, Spojené království   | World Tour | tvrdý      | Henry Patten        | Omar Jasika Edan Lešem                     | 6–3, 5–7, [10–2]       |
| 13. | květen 2022   | Heráklion, Řecko                 | World Tour | tvrdý      | Charles Broom       | Gabriele Bosio Mark Whitehouse             | 7–5, 6–4               |
| 14. | červen 2022   | Surbiton, Spojené království     | Challenger | tráva      | Henry Patten        | Oleksandr Nedověsov Ajsám Kúreší           | 4–6, 6–3, [11–9]       |
| 15. | červen 2022   | Ilkley, Spojené království       | Challenger | tráva      | Henry Patten        | Ramkumar Ramanathan John-Patrick Smith     | 7–5, 6–4               |
| 16. | červenec 2022 | Roehampton, Spojené království   | World Tour | tráva      | Henry Patten        | Luca Castelnuovo Skander Mansúri           | bez boje               |
| 17. | srpen 2022    | Granby, Kanada                   | Challenger | tvrdý      | Henry Patten        | Jonathan Eysseric Artem Sitak              | 6–3, 6–2               |
| 18. | září 2022     | Columbus, Spojené státy          | Challenger | tvrdý (h)  | Henry Patten        | Charles Broom Constantin Frantzen          | 6–2, 7–5               |
| 19. | říjen 2022    | Fairfield, Spojené státy         | Challenger | tvrdý      | Henry Patten        | Anirudh Čandrasekar Vidžaj Sundar Prašanth | 6–3, 6–1               |
| 20. | říjen 2022    | Las Vegas, Spojené státy         | Challenger | tvrdý      | Henry Patten        | Constantin Frantzen Reese Stalder          | 6–4, 7–6(7–1)          |
| 21. | říjen 2022    | Charlottesville, Spojené státy   | Challenger | tvrdý (h)  | Henry Patten        | Alex Lawson Artem Sitak                    | 6–2, 6–4               |
| 22. | listopad 2022 | Drummondville, Kanada            | Challenger | tvrdý (h)  | Henry Patten        | Arthur Fery Giles Hussey                   | 6–3, 6–3               |
| 23. | listopad 2022 | Andria, Itálie                   | Challenger | tvrdý (h)  | Henry Patten        | Francesco Forti Marcello Serafini          | 6–7(3–7), 6–4, [10–4]  |
| 24. | prosinec 2022 | Maia, Portugalsko                | Challenger | antuka (h) | Henry Patten        | Nuno Borges Francisco Cabral               | 6–3, 3–6, [10–8]       |
| 25. | duben 2023    | Sarasota, Spojené státy          | Challenger | antuka     | Henry Patten        | Guido Andreozzi Guillermo Durán            | 7–6(7–4), 6–4          |
| 26. | říjen 2023    | Mouilleron-le-Captif, Francie    | Challenger | tvrdý (h)  | Robert Galloway     | Maxime Cressy Otto Virtanen                | 6–4, 5–7, [12–10]      |
| 27. | říjen 2023    | Málaga, Španělsko                | Challenger | tvrdý      | Robert Galloway     | Andrew Harris John-Patrick Smith           | 7–5, 6–2               |
| 28. | říjen 2023    | Brest, Francie                   | Challenger | tvrdý (h)  | Juki Bhambri        | Robert Galloway Albano Olivetti            | 6–7(5–7), 6–3, [10–5]  |
| 29. | listopad 2023 | Danderyd, Švédsko                | Challenger | tvrdý (h)  | Bart Stevens        | Džívan Nedunčežijan Vidžaj Sundar Prašanth | 6–7(7–9), 6–4, [10–7]  |
| 30. | květen 2024   | Bordeaux, Francie                | Challenger | antuka     | Robert Galloway     | Quentin Halys Nicolas Mahut                | 6–3, 7–6(7–2)          |
| 31. | červen 2024   | Surbiton, Spojené království (2) | Challenger | tráva      | Robert Galloway     | Nicolás Barrientos Diego Hidalgo           | 6–4, 6–4               |
| 32. | listopad 2024 | Bratislava, Slovensko            | Challenger | tvrdý (h)  | Nicolás Barrientos  | André Göransson Sem Verbeek                | 6–3, 6–4               |